# Pavel Kouba
Pavel Kouba (Kladno, Checoslovaquia; 1 de septiembre de 1938-Tábor, República Checa; 13 de septiembre de 1993) fue un futbolista checo que jugaba como guardameta.
Su hijo Petr también fue futbolista, jugando en su misma posición.

## Selección nacional
Fue internacional con la selección de fútbol de Checoslovaquia en 3 ocasiones. Formó parte de la selección subcampeona de la Copa del Mundo de 1962, pese a no haber jugado ningún partido durante el torneo.

### Participaciones en Copas del Mundo
| Mundial                        | Sede  | Resultado  | Partidos | Goles |
| ------------------------------ | ----- | ---------- | -------- | ----- |
| Copa Mundial de Fútbol de 1962 | Chile | Subcampeón | 0        | 0     |

## Clubes
| Club         | País           | Año       |
| ------------ | -------------- | --------- |
| Dukla Praga  | Checoslovaquia | 1958-1965 |
| Sparta Praga | Checoslovaquia | 1965-1969 |
| AS Angoulême | Francia        | 1969-1972 |

## Palmarés

### Campeonatos nacionales
| Título                 | Club         | País           | Año  |
| ---------------------- | ------------ | -------------- | ---- |
| Primera División       | Dukla Praga  | Checoslovaquia | 1961 |
| Copa de Checoslovaquia | Dukla Praga  | Checoslovaquia | 1961 |
| Primera División       | Dukla Praga  | Checoslovaquia | 1962 |
| Primera División       | Dukla Praga  | Checoslovaquia | 1963 |
| Primera División       | Dukla Praga  | Checoslovaquia | 1964 |
| Copa de Checoslovaquia | Dukla Praga  | Checoslovaquia | 1965 |
| Primera División       | Sparta Praga | Checoslovaquia | 1967 |